# Các cuộc xâm lược của Mông Cổ
Các cuộc xâm lược của Mông Cổ đã được tiến hành trong suốt thế kỷ 13, kết quả là tạo ra một Đế quốc Mông Cổ vô cùng rộng lớn bao phủ phần lớn châu Á và Đông Âu.
Đế quốc Mông Cổ đã nổi lên là một thế lực lớn trong thế kỷ 13 bằng hàng loạt các cuộc xâm chiếm và chinh phục suốt Trung và Tây Á, cho đến những năm 1240 đã chạm đến tận Đông Âu.

## Trung Á
Cuộc xâm lược Trung Á của Mông Cổ được tiến hành sau sự thống nhất các bộ lạc người Mông Cổ và Đột Quyết trên thảo nguyên Mông Cổ năm 1206. Chiến dịch xâm lược Trung Á hoàn thành sau khi Thành Cát Tư Hãn chinh phục Đế quốc Khwarizmian năm 1221.

### Chinh phục Siberia
Cuộc chinh phạt các bộ tộc ở Siberia được quân Mông Cổ thực hiện vào năm 1207 bởi con trai cả của Thành Cát Tư Hãn là Truật Xích. Hầu hết các bộ lạc ở Siberia bị người Mông Cổ chinh phục với rất ít sự kháng cự, ngoại trừ Yenisei Kyrgyz, những người đã đánh bại một lực lượng viễn chinh của Mông Cổ vào năm 1204, và phải mất vài năm để quân Mông Cổ có thể hoàn toàn khuất phục được họ. Tuva đã bị người Mông Cổ chinh phục vào năm 1207.

### Chinh phục Tây Liêu
Các dân tộc Duy Ngô Nhĩ (Uyghur), Cát La Lộc (Karluk), Đột Quyết (Turk) và Tháp Cát Khắc (Tajik) bản địa đã phục tùng người Mông Cổ. Năm 1210, Ba Nhi Truật A Nhi Thải Đích Cân (Baurchuk Art Tekin), người Duy Ngô Nhĩ, cai trị Cao Xương Hồi Cốt (Kara-Khoja), đã trình diện trước Đại hãn Mông Cổ và tuyên thệ đồng minh với người Mông Cổ. Ông ta được Thành Cát Tư Hãn gả một công chúa cho, và người Duy Ngô Nhĩ đã trở thành những chư hầu dưới quyền người Mông Cổ. Một lãnh đạo của người Cát La Lộc và người Khả Tát (Khazar), lãnh chúa của lưu vực sông Chuy, đã theo gương người Duy Ngô Nhĩ.
Tây Liêu là nhà nước của người Khiết Đan thuộc triều đại Nhà Liêu, những người đã bị đánh đuổi ra khỏi miền bắc Trung Quốc bởi nhà Kim. Sau khi triều Liêu diệt vong, Gia Luật Đại Thạch suất dư chúng dời về phía tây, đến lưu vực sông Chuy ở Trung Á, lập ra Tây Liêu vào năm 1132. Họ thống trị Trung Á vào thế kỷ thứ 12 sau khi họ đánh bại nhà lãnh đạo vĩ đại của đế chế Seljuk là Ahmed Sanjar trong Trận Qatwan năm 1141.
Sau khi hoàng đế Tây Liêu là Khuất Xuất Luật tấn công thành Almaliq (A Lực Ma Lý), người Cát La Lộc (Karluk) tại đây đã yêu cầu Thành Cát Tư Hãn giúp đỡ. Năm 1216, Thành Cát Tư Hãn cử tướng Triết Biệt (Jebe) đến truy kích Khuất Xuất Luật. Người Mông Cổ đầu tiên tới Almaliq, sau đó tiến vào kinh đô Balasaghun gần nơi họ đã đánh bại 30.000 quân Tây Liêu. Khuất Xuất Luật chạy về phía nam, tại đây, một nhóm thợ săn đã bắt ông và trao ông cho người Mông Cổ. Khuất Xuất Luật bị chặt đầu, và theo Nguyên sử, đầu ông bị bêu khắp lãnh thổ cũ của mình.
Với cái chết của Khuất Xuất Luật, Đế quốc Mông Cổ đã bảo đảm được quyền kiểm soát đối với Tây Liêu. Người Mông Cổ hiện đang có một tiền đồn vững chắc ở Trung Á và biên giới của họ giờ đây đã tiếp giáp với Đế chế Khwarezm. Mối quan hệ với Khwarezm sẽ nhanh chóng bị phá vỡ, dẫn đến cuộc xâm lăng của người Mông Cổ vào Đế chế Khwarezm

### Mông Cổ xâm lược Khwarezmia (1219-1221)
Sau khi Tây Liêu bị tiêu diệt, Đế quốc Mông Cổ của Thành Cát Tư Hãn đã tiến tới biên giới của Đế quốc Khwarezmia, do Shah Ala ad-Din Muhammad cai trị. Thành Cát Tư Hãn phái một đoàn lạc đà gồm 500 người Hồi giáo tới Khwarezmia để thiết lập mối quan hệ thương mại chính thức. Tuy nhiên, Inalchuq, người cai trị thành phố Otrar của Khwarezmia, đã bắt giam những thành viên người Mông Cổ của đoàn lạc đà, buộc tội đoàn này có âm mưu chống lại Khwarezmia.
Thành Cát Tư Hãn khi đó đã phái một đoàn thứ hai gồm 3 sứ thần (một theo Hồi giáo và hai người Mông Cổ) tới gặp trực tiếp shah và yêu cầu thả tự do cho đoàn lạc đà ở Otrar, và người cai quản thành phố này phải bị trừng trị. Shah ra lệnh cạo đầu 2 người Mông Cổ và chém đầu người Hồi giáo, rồi trả lại cho Thành Cát Tư Hãn. Muhammad cũng ra lệnh xử tử đoàn lạc đà. Đây được coi là một sự sỉ nhục ghê gớm đối với Hãn, ông vốn luôn coi các sứ giả là "thiêng liêng và bất khả xâm phạm". Điều này dẫn tới việc Thành Cát Tư Hãn tấn công đế quốc Khwarezmia. Người Mông Cổ vượt dãy Thiên Sơn, tiến vào Đế quốc của Shah năm 1219.
Mặc dù mệt mỏi sau cuộc hành quân, người Mông Cổ vẫn thắng trận đầu tiên. Một đội quân Mông Cổ, do Truật Xích (Jochi) chỉ huy, khoảng từ 25.000 đến 30.000 người, đã tấn công quân của Shah ở nam Khwarezmia và ngăn không cho đội quân này đẩy lui quân Mông Cổ vào sâu trong núi. Lực lượng chính của quân Mông Cổ, do Thành Cát Tư Hãn chỉ huy, tiến tới thành phố Otrar vào mùa thu năm 1219. Sau khi vây Otrar trong 5 tháng, quân của Hãn đã đột kích một cổng không được bảo vệ và tàn phá phần chính của thành phố.
Sau đó một tháng, pháo đài của Otrar thất thủ. Inalchuq cố thủ đến giờ phút cuối cùng, thậm chí ông còn trèo lên đỉnh của pháo đài vào giờ phút cuối và ném đá vào quân Mông Cổ đang tiến vào. Thành Cát Tư Hãn giết rất nhiều người dân trong thành, số còn lại bị bắt làm nô lệ, Inalchuq bị xử tử và ông ta đã bị người Mông Cổ dùng vàng hay bạc nóng chảy rót vào họng để trả thù việc đoàn lạc đà của họ bị bắt.
Thành Cát Tư Hãn phái tướng Triết Biệt (Jebe) chỉ huy một đội quân nhỏ tiến quân về phía nam, với ý định chặn đường rút lui của Shah đến nửa còn lại của vương quốc. Ngoài ra, Thành Cát Tư Hãn và Đà Lôi (Tolui), chỉ huy một đội quân khoảng 50.000 người, đi vòng qua Samarkand và tiến về phía tây để bao vây thành phố Bukhara trước. Để làm được điều này, họ đã phải thực hiện một công việc có vẻ bất khả thi là vượt qua sa mạc Kyzyl Kum bằng việc đi từ ốc đảo này đến ốc đảo khác, dưới sự dẫn đường của những dân du mục bị họ bắt. Người Mông Cổ đã đến được cổng thành Bukhara trong khi gần như là không bị phát hiện.
Quân đồn trú ở Bukhara bao gồm lính người Turk chỉ huy bởi các tướng người Turk, những người này đã cố phá vây vào ngày thứ ba của cuộc bao vây. Nhưng lực lượng phá vây này, có thể gồm 20.000 người, đã bị tiêu diệt trong trận chiến. Các lãnh đạo thành phố sau đó đã mở cổng cho quân Mông Cổ, mặc dù một đơn vị phòng thủ người Turk đã cố thủ trong pháo đài của thành phố trong 12 ngày tiếp theo. Những người sống sót trong pháo đài bị xử tử, nghệ nhân và các thợ thủ công bị chuyển về Mông Cổ, nam thanh niên không tham chiến bị bắt gia nhập quân Mông Cổ và những người dân còn lại thì bị bắt làm nô lệ. Khi quân Mông Cổ cướp phá thành phố, một ngọn lửa bùng phát và san bằng gần như toàn bộ thành phố. Thành Cát Tư Hãn triệu tập người dân đến ngôi đền Hồi giáo chính của thị trấn, ở đó ông tuyên bố rằng ông là liên gia (cái neo dùng để đập lúa) của Thượng đế, được cử xuống để trừng phạt họ vì những tội ác họ gây ra trước đó, và sau đó ông ra lệnh xử tử tất cả bọn họ.
Sau khi Bukhara thất thủ, Thành Cát Tư Hãn tiến quân tới kinh đô của Khwarezmia là Samarkand vào tháng 3 năm 1220. Samarkand được tổ chức phòng thủ tốt hơn nhiều với khoảng 100.000 quân. Khi Thành Cát Tư Hãn bắt đầu vây thành, các con trai ông là Sát Hợp Đài (Chaghatai) và Oa Khoát Đài (Ogedei) cũng đến hợp quân với ông sau khi chinh phục xong Otrar, và quân Mông Cổ bắt đầu tấn công thành phố. Quân Mông Cổ sử dụng tù nhân làm lá chắn. Vào ngày thứ ba của cuộc chiến, quân đồn trú ở Samarkand mở một cuộc phản công. Giả vờ rút lui, Thành Cát Tư Hãn đã lừa khoảng 50.000 quân ra ngoài pháo đài của Samarkand và tiêu diệt họ trong trận chiến. Shah Muhammad cố gắng giải vây thành phố 2 lần, nhưng đều bị đẩy lui. Vào ngày thứ năm, ngoại trừ khoảng 2.000 lính, số còn lại đã đầu hàng. Những người lính còn lại, trung thành đến chết với Shah, đã cố thủ trong pháo đài. Sau khi pháo đài thất thủ, Thành Cát Tư Hãn đã nuốt lời hứa với những người đầu hàng và xử tử tất cả những người lính chống lại ông ở Samarkand. Người dân ở Samarkand được lệnh sơ tán và tập trung ở một khu đất trống ngoài thành phố, ở đó họ bị tàn sát và đầu của họ được chất thành một hình kim tự tháp như là biểu tượng chiến thắng của người Mông Cổ
Cuộc tấn công vào Urgench là trận chiến khó khăn nhất của quân Mông Cổ từ đầu cuộc chiến. Thành phố được xây dựng dọc sông Amu Darya trong một vùng đồng bằng nhiều đầm lầy. Đất mềm vốn không phải là điều kiện thuận lợi cho việc vây thành, và các máy bắn đá bị thiếu đá. Mặc dù vậy, quân Mông Cổ vẫn tấn công, và thành chỉ thất thủ sau một trận chiến ác liệt với quân phòng thủ kiên cường, giành giật từng khối nhà một. Thương vong của quân Mông Cổ cao hơn bình thường, do các chiến thuật của quân Mông Cổ không phù hợp với việc chiến đấu trong thành phố. Như thường lệ, các nghệ nhân bị bắt đưa về Mông Cổ, phụ nữ trẻ và trẻ em bị bắt làm nô lệ cho lính Mông Cổ, còn lại thì bị thảm sát. Học giả Ba Tư là Juvayni ghi lại rằng mỗi một người lính Mông Cổ được giao nhiệm vụ hành quyết 24 người Urgench, có khoảng 50.000 lính Mông Cổ tức là khoảng 1,2 triệu người bị giết. Có thể đây chỉ là con số phóng đại, nhưng cuộc cướp bóc ở Urgench vẫn được coi là một trong những vụ thảm sát đẫm máu nhất trong lịch sử loài người.
Sau đó, đến lượt thành phố Gurjang phía nam biển Aral, bị phá hủy. Để bắt thành phố phải đầu hàng, người Mông Cổ đã phá đập để làm ngập thành phố, sau đó xử tử những người sống sót.
Khi quân Mông Cổ tiến quân đến Urgench, Thành Cát Tư Hãn đã phái con út của mình là Đà Lôi (Tolui) chỉ huy một đội quân tiến về tỉnh Khorasan ở phía tây của đế quốc Khwarezmia. Những thành phố đầu tiên thất thủ là Termez và Balkh. Thành phố chính thất thủ trước quân của Đà Lôi là Merv. Trong 6 ngày, Đà Lôi bao vây thành phố, và đến ngày thứ bảy, ông ta tấn công. Ngày hôm sau, thành chủ của thành phố đầu hàng với lời hứa của Đà Lôi sẽ đảm bảo mạng sống cho cư dân. Tuy nhiên, ngay khi nắm quyền kiểm soát thành phố, Đà Lôi tàn sát hầu hết những người đầu hàng, trong một cuộc thảm sát thậm chí có thể còn lớn hơn cuộc thảm sát ở Urgench. Sau khi công hạ Merv, Đà Lôi tiến về phía tây, tấn công các thành phố Nishapur và Herat. Nishapur thất thủ chỉ sau 3 ngày; ở đây, Thoát Hốt Sát Nhi (Tokuchar), con rể của Thành Cát Tư Hãn bị tử trận, và Đà Lôi giết tất cả những sinh vật sống trong thành phố, không tha cả chó và mèo, với vợ góa của Tokuchar làm chủ trì cuộc giết chóc. Sau khi Nishapur thất thủ, Herat đầu hàng không kháng cự và được tha chết. Với trường hợp những người Bamia ở Hindukush thì lại là một cảnh giết chóc khác, sự kháng cự mạnh mẽ ở đây đã khiến cho một cháu trai của Thành Cát Tư Hãn tử trận. Tiếp theo là các thành phố Toos và Mashad. Đến mùa xuân năm 1221, tỉnh Khurasan đã hoàn toàn nằm trong tay quân Mông Cổ. Để một lượng quân đồn trú ở lại, Đà Lôi quay trở lại phía đông để hội quân với cha ông ta.
Sau khi chiến dịch của quân Mông Cổ kết thúc ở Khurasan, quân đội của Shah đã tan rã. Jalal ad-Din Mingburnu, người kế vị sau cái chết của Shah, bắt đầu tập hợp tàn quân ở phía nam, trong vùng thuộc Afghanistan ngày nay. Thành Cát Tư Hãn phái các lực lượng truy lùng quân đội do Jalal al-Din tập hợp, và hai bên chạm trán ở thị trấn Parwan vào mùa xuân năm 1221. Cuộc đụng độ này là một thất bại nhục nhã đối với các lực lượng Mông Cổ. Thành Cát Tư Hãn nổi giận, tự mình cầm quân tiến về phía nam, và tiêu diệt quân của Jalal al-Din trên sông Ấn.
Sau khi những trung tâm đối kháng còn lại bị tiêu diệt, Thành Cát Tư Hãn trở lại Mông Cổ, đặt một đội quân đồn trú Mông Cổ ở lại. Sự phá hủy và sáp nhập Đế quốc Khwarezmia là một nguy cơ đối với thế giới Hồi giáo, cũng như đối với Đông Âu. Vùng đất mới này là một bàn đạp quan trọng cho quân Mông Cổ dưới thời Oa Khoát Đài, con trai Thành Cát Tư Hãn, để ông ta xâm lược Rus Kiev và Ba Lan, và những chiến dịch sau này đã đưa quân Mông Cổ tới tận Áo, biển Baltic và Đức. Đối với thế giới Hồi giáo, sự sụp đổ của Khwarezmia đã mở đường cho quân Mông Cổ tiến vào Iraq, Thổ Nhĩ Kỳ và Syria. Cả ba nhà nước này đều bị các Hãn về sau chinh phục.

## Tây Á
Người Mông Cổ đã sử dụng vũ lực hoặc ngoại giao để chinh phục toàn bộ các vùng đất thuộc Iran, Iraq, Kavkaz ngày nay cùng với một phần lãnh thổ của Syria và Thổ Nhĩ Kỳ. Các cuộc tấn công của Mông Cổ tiếp tục hướng về phía nam tới Palestine, họ thậm chí đã tiến quân tới tận Gaza vào các năm 1260 và 1300. Những trận đánh lớn bao gồm cuộc Bao vây Baghdad (1258), khi quân Mông Cổ thuộc Hãn quốc Y Nhi và đồng minh tiến hành bao vây, chiếm lĩnh và cướp phá Baghdad thủ đô của Đế quốc Abbas, và Trận Ain Jalut trong năm 1260, khi quân Mamluk Ai Cập do Sultan Qutuz chỉ huy đã đập tan đạo quân Mông Cổ và giết chết đại tướng Mông Cổ Kit-buqa, đánh dấu chiến thắng đầu tiên của người Ả Rập Hồi giáo trước quân xâm lược Mông Cổ, qua đó ngăn chặn được một cuộc tấn công vào Ai Cập và Bắc Phi của người Mông Cổ.

### Chinh phục Caucasus và Tiểu Á
Đế chế Mông Cổ lần đầu tiên hiện diện ở Kavkaz vào năm 1220 khi các tướng Tốc Bất Đài và Triết Biệt truy đuổi Muhammad II của Khwarezm sau khi quân Mông Cổ vừa hủy diệt Đế chế Khwarezmia. Sau một loạt các cuộc tấn công, quân Mông Cổ đã đánh bại một đội quân kết hợp gồm 10.000 binh lính người Gruzia và Armenia trong trận Khunan. Tuy nhiên, các chỉ huy Mông Cổ không thể tiến sâu hơn vào vùng Caucasus vào thời điểm đó do họ đang vướng bận trong cuộc chiến chống lại tàn quân của Đế chế Khwarezmia. Một cuộc chinh phạt thực sự của người Mông Cổ vào vùng Caucasus và miền đông Tiểu Á bắt đầu vào năm 1236, kết quả là Vương quốc Gruzia, Hồi quốc Rum của người Thổ Seljuk và Đế chế Trebizond đã bị người Mông Cổ khuất phục hoàn toàn, còn Vương quốc Cilicia của người Armenia và các quốc gia Thập tự chinh khác trong khu vực cũng đã tự nguyện chấp nhận trở thành chư hầu của Mông Cổ.

### Bao vây Baghdad
Năm 1257, Mông Kha quyết tâm mở rộng lãnh thổ của đế chế vào các vùng đất Lưỡng Hà, Syria, và Iran. Đại hãn cho em trai là Húc Liệt Ngột quyền lực đối với một hãn quốc phụ thuộc là Y Nhi, chỉ thị phải buộc các quốc gia Hồi giáo phải quy phục, trong đó có Đế quốc Abbas. Mặc dù không tìm cách phế truất Al-Musta'sim, song Mông Kha lệnh cho Húc Liệt Ngột tàn phá Baghdad nếu Khalip từ chối các yêu sách về đích thân quy phục Húc Liệt Ngột và nộp cống dưới hình thức viện trợ quân sự, nhằm củng cố quân đội của Húc Liệt Ngột trong các chiến dịch chống lại các quốc gia Ismaili tại Iran ngày nay.
Để chuẩn bị cho xâm chiếm, Húc Liệt Ngột gây dựng một lực lượng viễn chinh lớn, bắt mỗi một trong mười nam giới trong độ tuổi đi lính trên toàn Đế quốc Mông Cổ, tập hợp được một đạo quân Mông Cổ có thể là đông đảo nhất từng tồn tại với một ước tính cho là 150.000. Các tướng quân của đạo quân gồm Arghun Agha, Baiju, Buqa Temür, Quách Khản, và Kitbuqa, Sunitai và nhiều người khác. Lực lượng cũng được bổ sung từ quân Cơ Đốc giáo, bao gồm của Quốc vương Armenia, một đạo quân Frank từ Thân vương quốc Antioch, và một lực lượng Gruzia tìm cách báo thù người Abbas Hồi giáo vì các shah của Khwarazm cướp phá thủ đô Tiflis nhiều thập niên trước. Khoảng 1.000 pháo thủ người Hán tháp tùng quân đội Mông Cổ, cùng với đó là các lực lượng phụ trợ người Ba Tư và Đột Quyết theo như lời của sử gia Ba Tư đương đại Ata-Malik Juvayni.
Húc Liệt Ngột dẫn quân đến Iran, tại đây ông thắng lợi trong chiến dịch chống người Lur, Bukhara, và dư đảng của Khwarezm. Sau khi chinh phục họ, Húc Liệt Ngột chuyển hướng chú ý sang Hashshashin dòng Ismaili và Đại sư của họ là Imam 'Ala al-Din Muhammad, những người nỗ lực ám sát Mông Kha và thuộc hạ của Húc Liệt Ngột là Khiếp Đích Bất Hoa (Kitbuqa). Mặc dù Hashshashin thất bại trong cả hai nỗ lực, song Húc Liệt Ngột vẫn tiến quân đến thành trì của họ tại Alamut, và chiếm được thành. Người Mông Cổ sau đó hành quyết Đại sư Imam Rukn al-Dun Khurshah, là người kế nhiệm 'Ala al-Din Muhammad trong thời gian 1255-1256.
Sau khi đánh bại Hashshashin, Húc Liệt Ngột gửi tin cho Al-Musta'sim, yêu cầu chấp thuận yêu sách do Mông Kha áp đặt. Al-Musta'sim từ chối, phần lớn là do tác động của người cố vấn và đại tể tướng là Ibn al-Alkami. Các sử gia quy những động cơ khác nhau khiến al-Alkami phản đối quy phục, bao gồm phản bội và thiếu năng lực, và có vẻ là ông nói dối với Khalip về mức độ nghiêm trọng của cuộc xâm lăng, quả quyết với Al-Musta'sim rằng nếu thủ đô của đế quốc gặp nguy hiểm trước một đội quân Mông Cổ, thế giới Hồi giáo sẽ lao đến cứu viện.
Al-Musta'sim hồi đáp các yêu cầu của Húc Liệt Ngột theo cách thức mà khiến cho tư lệnh người Mông Cổ cảm thấy sự hăm dọa và xúc phạm đủ để ngừng tiếp tục thương lượng, song ông từ chối tập hợp quân đội để hỗ trợ lực lượng hiện hữu tại Baghdad, cũng không gia cố tường thành. Đến ngày 11 tháng 1, quân Mông Cổ đến khu vực lân cận thành, đóng hai bên bờ sông Tigris nhằm tạo thành một gọng kìm quanh thành phố, và Al-Musta'sim cuối cùng quyết định đối đầu với quân Mông Cổ, phái một đạo quân gồm 20.000 kị binh đi tấn công. Đội kị binh chịu thất bại quyết định trước quân Mông Cổ, các công trình sư của Mông Cổ phá đê dọc sông Tigris và làm ngập khu vực ở phía sau quân Abbas, đánh bẫy họ.

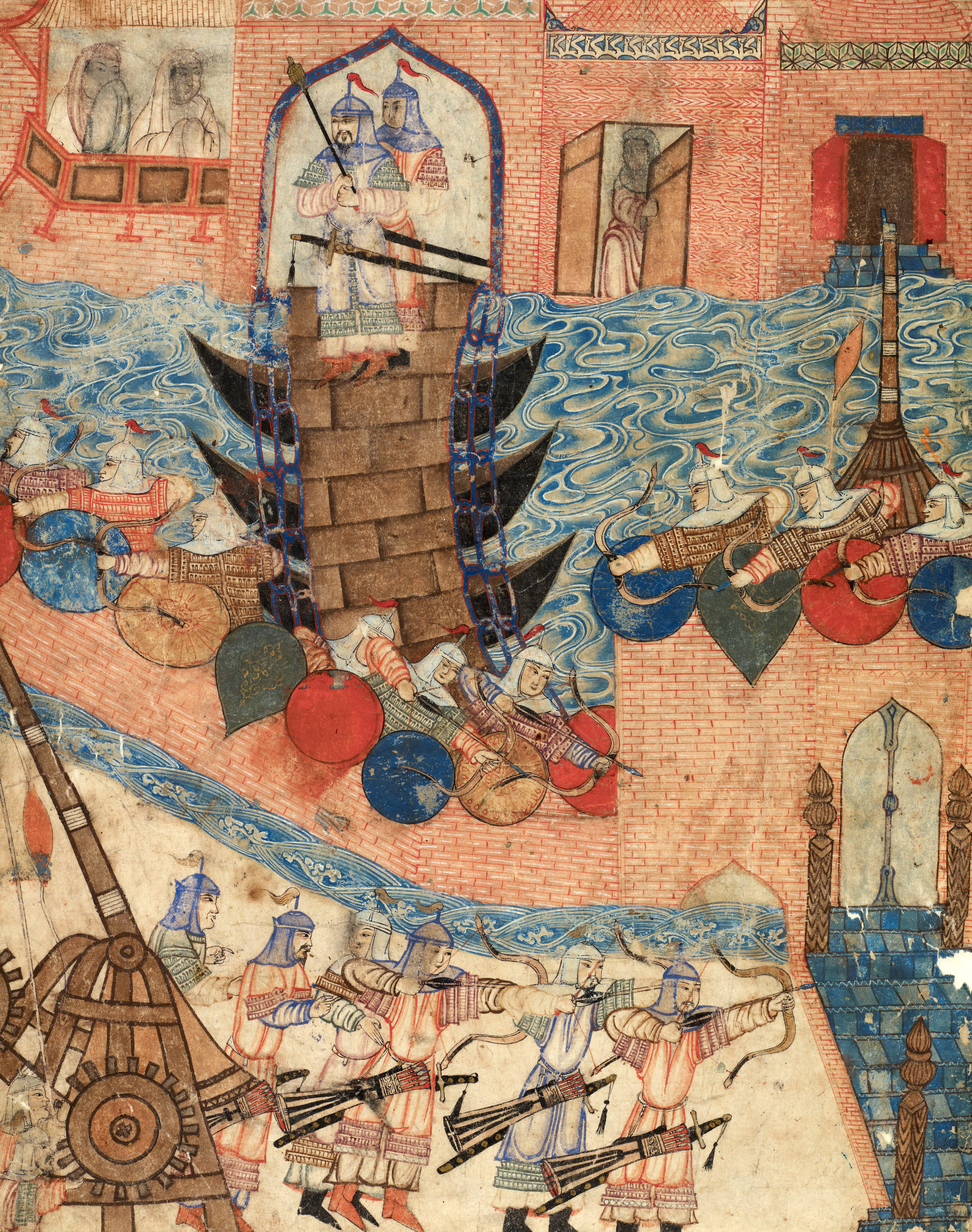
Bức tranh Ba Tư (thế kỷ 14) mô tả quân của Húc Liệt Ngột bao vây thành phố

Ngày 29 tháng 1, quân Mông Cổ bắt đầu bao vây Baghdad, xây dựng một hàng rào chấn song và một hào quanh thành phố. Người Mông Cổ sử dụng các dụng cụ công thành và máy lăng đá, nỗ lực chọc thủng tường thành, và đến ngày 5 tháng 2 thì họ chiếm được một bộ phận quan trọng của thành lũy. Nhận thấy rằng quân của mình ít có cơ hội tái chiếm tường thành, Al-Musta'sim nỗ lực khai thông thương lượng với Húc Liệt Ngột, song bị cự tuyệt. Khoảng 3.000 quý tộc Baghdad cũng nỗ lực thương lượng với Húc Liệt Ngột song họ bị tàn sát. Năm ngày sau đó, tức 10 tháng 2, thành Baghdad đầu hàng, song người Mông Cổ không vào thành cho đến ngày 13, bắt đầu một tuần tàn sát và tàn phá.
Trong tuần sau đó, quân Mông Cổ cướp phá Baghdad, có nhiều hành động tàn bạo và phá hủy các thư viện đại quy mô của Abbas. Quân Mông Cổ hành quyết Al-Musta'sim và tàn sát nhiều cư dân trong thành, khiến dân số Baghdad giảm rất nhiều. Cuộc bao vây được cho là đánh dấu kết thúc Kỷ nguyên hoàng kim của Hồi giáo 

### Xâm lược Syria
Năm 1255, Húc Liệt Ngột tìm cách mở rộng lãnh thổ của Đế chế vào vùng Trung Đông theo lệnh của anh trai ông, Mông Kha. Đội quân của Húc Liệt Ngột đã khuất phục nhiều dân tộc trong chiến dịch này, đáng chú ý nhất là trung tâm của Đế quốc Hồi giáo, Baghdad, đã bị quân Mông Cổ hủy diệt hoàn toàn vào năm 1258, dẫn tới sự diệt vong của đế quốc Abbas. Từ đây, quân Mông Cổ bắt đầu tiến vào Syria.
Vào năm 1260, Ai Cập đang được cai trị bởi triều đại Bahri của người Mamluks, trong khi hầu hết vùng Levant (ngoài các quốc gia Thập tự chinh) thì đang nằm dưới sự kiểm soát của triều đại Ayyubid. Về phần mình, người Mông Cổ đã liên kết với các lực lượng chư hầu Kitô giáo của họ trong khu vực: bao gồm người Gruzia; đội quân Cilician Armenia dưới thời vua Hethum I, Quốc vương Armenia; và Franks of Bohemond VI của Antioch. Trong những gì được mô tả bởi các nhà sử học thế kỷ 20 René Grousset và Lev Gumilev là "cuộc thập tự chinh màu vàng" (Croisade Jaune), lực lượng kết hợp này đã chiếm được thành phố Aleppo, và sau đó vào ngày 1 tháng 3 năm 1260, Tướng quân Mông Cổ là Kitbuqa chiếm được Damascus. Vị vua cuối cùng của Ayyubid, An-Nasir Yusuf, đã bị quân Mông Cổ bắt giữ gần Gaza năm 1260. Với việc Baghdad và Syria rơi vào tay người Mông Cổ, trung tâm quyền lực của Thế giới Hồi giáo được chuyển đến thành phố Cairo của người Mamluk.

### Trận Ain Jalut
Năm 1260, lần lượt các thành trì của người Hồi giáo là Aleppo, Baghdad, Damascus, Nablus và Gaza đều rơi vào tay quân Mông Cổ. Giờ đây niềm hi vọng cuối cùng của thế giới Hồi giáo chính là xứ Ai Cập, lúc này do Quốc vương của Mamluk Sultanate là Qutuz trị vì
Đầu năm 1260, Húc Liệt Ngột cho sứ giả đến gặp Qutuz gửi cho Quốc vương một bức thư đầy mùi hăm dọa:
| “               | Từ Vua của các vị Vua phía Đông và Tây, Đại Hãn gửi tới Qutuz, kẻ bỏ chạy để thoát khỏi lưỡi gươm của chúng ta. Ngươi nên nghĩ về kết cục của những nước khác và đầu hàng chúng ta đi. Ngươi đã nghe cách mà chúng ta chinh phục một đế chế rộng mênh mông và thanh tẩy mặt đất khỏi những thứ ô uế rồi đó. Chúng ta đã chinh phục những vùng đất rộng lớn, tàn sát tất cả mọi người. Ngươi không thể thoát khỏi sự kinh hoàng của quân đội chúng ta đâu. Ngươi chạy đi đâu? Người sẽ chạy trên con đường nào để thoát? Ngựa của chúng ta nhanh, tên của chúng ta sắc bén, lưỡi gươm của chúng ta như sét đánh, trái tim chúng ta cứng như núi đá, quân của chúng ta đông như cát. Nước mắt hay sự ủy mị không lay động được chúng ta. Chỉ có những kẻ cầu xin chúng ta che chở mới được an toàn. Trả lời nhanh lên trước khi ngọn lửa chiến tranh bùng lên. Chống cự và ngươi sẽ chịu số phận thảm khốc nhất. Chúng ta sẽ đập bỏ những đền thờ, lôi ra sự yếu hèn từ Chúa của các người và sau đó, sẽ giết cả người già, trẻ nhỏ. Hiện tại, ngươi là kẻ thù duy nhất chúng ta sẽ phải chinh phục mà thôi | ” |
| — Húc Liệt Ngột | |   |

Qutuz phân vân một lúc và bỏ vào trướng trong cùng các tướng lĩnh Mamluk, để lại sứ giả Mông Cổ với nụ cười mỉm trên môi. Qutuz thừa nhận rằng, quân đội của ông chẳng là gì so với Mông Cổ, các tướng lĩnh cũng đồng tình như vậy nhưng đột ngột, vị Quốc vương dũng cảm nói: “Ai Cập cần một chiến binh làm vua. Nếu không ai theo, một mình ta sẽ đi và đương đầu với quân Tatars”.
Qutuz gầm lên một tiếng, cho quân lính bắt giữ sứ thần Mông Cổ, ra lệnh chém ngang lưng, cắt đầu và treo lên cổng Zuwila tại Cairo. Với người Mông Cổ, sứ thần là nhân vật được tôn trọng và đối xử rất tốt cho dù 2 nước có đang chiến tranh, hành động này của Qutuz là không thể tha thứ được. Do đó, quyết định về cuộc chiến tranh giữa Mamluk Sultanate và Mông Cổ đã được định đoạt .
Ngày 3/9/1260, Khiếp Đích Bất Hoa dẫn 20.000 quân Mông Cổ về phía Tây, vượt qua Jordan tiến về ngọn đồi cao hướng xuống bình nguyên Esdraelon. Cùng lúc đó, 20.000 quân Mamluk do Qutuz chỉ huy thiết lập thế trận tại Ain Jalut.
Baibars - tướng lĩnh của Qutuz xua quân đánh trực diện với quân của Khiếp Đích Bất Hoa ngay tại Ain Jalut. Tưởng rằng đó là toàn bộ quân Mamluk, vị tướng Mông Cổ tự mình dẫn quân đánh thẳng. Baibars đột ngột rút lui và quân Mông Cổ thừa thắng xông lên. Người Mông Cổ rơi vào cái cái bẫy mà chính họ rất hay sử dụng: Giả vờ thua trận.
Khi đến vùng trũng, Qutuz ra lệnh cho đội kỵ binh Mamluk tấn công vào cánh của quân Mông Cổ. Đến lúc này, trận chiến mới thực sự bắt đầu. Khiếp Đích Bất Hoa là một tướng tài, ông không dễ dàng bị lung lay vì cuộc tấn công bất ngờ đó, ngay lập tức ông chỉ huy một đạo kỵ binh khác vòng sang tấn công cánh trái của quân Mamluk, gần như xé nát cánh này nếu như không có sự xuất hiện của Qutuz.
Vị quốc vương đáng kính vứt bỏ mũ xuống đất và hô lớn 3 tiếng “Ôi đạo Hồi ơi”, điều kỳ diệu đã xảy ra, cánh trái của quân Mamluk bỗng dưng trở nên sắt đá lạ thường. Ngay sau đó, Qutuz tự mình thống lĩnh đội kỵ binh phá tan nát cánh quân Mông Cổ này. Đối diện với thất bại khó tin ngay trên chiến trường trực diện - nơi chưa bao giờ Mông Cổ thất bại, Khiếp Đích Bất Hoa vẫn bình tĩnh lạ thường. Khi người hầu cận của ông khuyên bỏ chạy, vị tướng này đã nói: “Chúng ta sẽ chết ở đây và như thế là hết. Chúc Đại Hãn trường thọ an vui”. Khiếp Đích Bất Hoa chiến đấu tới cùng cho đến khi bị một mũi tên bắn trúng ngựa và ngã xuống đất. Giữa trận chiến, người ta bắt sống ông và giải đến trước Qutuz. Mất đi thủ lĩnh, quân Mông Cổ như rắn mất đầu và dần dần bị đánh tan tác. Khiếp Đích Bất Hoa bị xử trảm và treo đầu lên cổng thành Cairo, đánh dấu chiến thắng quân Mông Cổ của Ai Cập.
Chiến thắng của quân Ai Cập đã khiến cho Mông Cổ mãi bao nhiêu năm sau đó vẫn không thể thâm nhập sâu hơn vào vùng đất Hồi giáo. Sau sự kiện Đại Hãn Mông Kha chết, Đế chế Mông Cổ không còn là một khối thống nhất, dẫn đến việc họ không thể tập trung vào sự nghiệp chinh phạt như trước. Chiến thắng này không chỉ cứu một nước khỏi họa diệt vong và nô lệ mà còn cứu cả thế giới đạo Hồi vào thời điểm đó. Có thể nói, trận đánh tại Ain Jalut đã thay đổi toàn bộ lịch sử thế giới, mà có thể, ảnh hưởng đến tận chiến sự Trung Đông ngày nay.

## Đông Á
Thành Cát Tư Hãn và các hậu duệ của ông đã thôn tính hoàn toàn Trung Quốc khi tiêu diệt cả ba nước là Kim, Tây Hạ và Nam Tống cùng với Vương quốc Đại Lý, buộc Cao Ly trở thành nước chư hầu sau chiến tranh Mông Cổ – Cao Ly. Người Mông Cổ cũng đã cố xâm lược Nhật Bản, Java và Đại Việt nhưng bất thành. Thành tựu lớn nhất của họ là đã thiết lập nhà Nguyên của người Mông Cổ trên đất Trung Hoa vào năm 1271, dù rằng sau này người Hán do Chu Nguyên Chương lãnh đạo đã lật đổ ách thống trị của Nguyên Mông năm 1368 và lập ra nhà Minh. Mông Cổ cũng đã xâm lược Miến Điện vào các năm 1277, 1283 và 1287.

### Mông Cổ xâm lược Cao Ly
Chiến tranh Mông Cổ - Cao Ly (1231 - 1273) là cuộc xâm lăng Vương quốc Cao Ly (vương triều cai trị bán đảo Triều Tiên từ năm 918 đến năm 1392) của Đế quốc Mông Cổ. Cuộc chiến bao gồm 6 chiến dịch lớn của quân Mông Cổ gây thiệt hại nặng nề cho thường dân khắp bán đảo Triều Tiên. Kết quả cuối cùng, Cao Ly đã đầu hàng và trở thành một nước chư hầu của Mông Cổ trong khoảng 80 năm.

### Mông Cổ xâm lược Trung Quốc

#### Chinh phục Tây Hạ
Năm 1209, Thành Cát Tư Hãn đã thực hiện một chiến dịch lớn để bảo đảm sự phục tùng của Tây Hạ. Sau khi đánh bại một lực lượng do Cao Lương Hứa lãnh đạo, Thành Cát Tư Hãn chiếm được Ô Hải và tiếp tục tiến dọc theo sông Hoàng Hà, chiếm được một số thành trì và bao vây thủ đô của Tây Hạ là Ngân Xuyên. Người Mông Cổ vào thời điểm này còn thiếu kinh nghiệm trong chiến tranh bao vây, họ đã cố gắng làm ngập thành Ngân Xuyên bằng cách chuyển hướng sông Hoàng Hà, nhưng những con đê mà họ dựng lên để thực hiện kế sách này bị vỡ, làm ngập trại đóng quân của chính họ. Tuy vậy, Hoàng đế Tây Hạ là Lý An Toàn, do bị người Mông Cổ đe dọa và không nhận được sự cứu trợ từ nhà Kim, đã đồng ý phục tùng sự cai trị của Mông Cổ và thể hiện lòng trung thành của mình bằng cách gả con gái cho Thành Cát Tư Hãn.
Sau thất bại của họ vào năm 1210, Tây Hạ đã trở thành chư hầu trung thành của Đế quốc Mông Cổ trong gần một thập kỷ, giúp đỡ người Mông Cổ trong cuộc chiến chống lại nước Kim. Năm 1219, Thành Cát Tư Hãn đã phát động chiến dịch chống lại đế quốc Khwarazmian ở Trung Á và yêu cầu viện trợ quân sự từ Tây Hạ. Tuy nhiên, hoàng đế và chỉ huy quân sự của Tây Hạ đã từ chối tham gia chiến dịch. Tức giận, Thành Cát Tư Hãn thề sẽ trả thù Tây Hạ rồi đem quân đi đánh Khwarazm, trong khi Tây Hạ cố gắng liên minh với Kim và Nam Tống để chống lại quân Mông Cổ.
Sau khi đánh bại Khwarazm vào năm 1221, Thành Cát Tư Hãn đã chuẩn bị quân đội của mình để trừng phạt Tây Hạ vì sự phản bội của họ, và vào năm 1225, ông đem quân tấn công Tây Hạ cùng một lực lượng khoảng 180.000 quân. Sau khi chiếm được Khara-Khoto, quân Mông Cổ bắt đầu tiến về phía nam.
Thành Cát Tư Hãn chia đội quân của mình làm hai và phái tướng Oa Khoát Đài tiến đánh các thành phố phía tây, trong khi đạo quân chính do Thành Cát Tư Hãn thống lĩnh tiến đánh về phía đông, xâm nhập vào trung tâm của nước Tây Hạ và chiếm lấy Cám Châu.
Vào tháng 8 năm 1226, quân đội Mông Cổ đã tiếp cận Vũ Uy, thành phố lớn thứ hai của Tây Hạ. Người đứng đầu thành Vũ Uy đã ra lệnh đầu hàng mà không kháng cự. Vào mùa thu năm 1226, Thành Cát Tư Hãn chiếm Lương Châu, băng qua sa mạc Helan Shan và vào tháng 11 bao vây thành Linh Vũ, chỉ còn cách Ngân Xuyên 30 km. Tại đây, trong Trận chiến sông Hoàng Hà, quân Mông Cổ đã tiêu diệt một lực lượng gồm 300.000 quân Tây Hạ đang cố gắng phát động một cuộc phản công chống lại họ.
Quân Mông Cổ đến được Ngân Xuyên vào năm 1227, bao vây thành phố và tung ra nhiều cuộc tấn công vào nước Kim để ngăn họ gửi quân tiếp viện sang Tây Hạ. Ngân Xuyên bị bao vây 6 tháng thì Thành Cát Tư Hãn mở các cuộc đàm phán hòa bình trong khi bí mật lên kế hoạch giết hoàng đế Tây Hạ. Tuy nhiên, vào tháng 8 năm 1227, Thành Cát Tư Hãn đã chết vì một nguyên nhân không rõ, và để không gây nguy hiểm cho chiến dịch đang diễn ra, cái chết của ông được giữ bí mật. Vào tháng 9 năm 1227, Hoàng đế Mạt Chủ đầu hàng quân Mông Cổ và bị xử tử ngay lập tức. Người Mông Cổ sau đó cướp bóc Ngân Xuyên không thương tiếc, tàn sát dân chúng của thành phố, cướp phá lăng mộ của các vị tiên đế. Nước Tây Hạ chính thức diệt vong.

#### Tiêu diệt nước Kim
Chiến tranh Mông-Kim kéo dài trong 23 năm với kết quả là triều Kim của người Nữ Chân bị tiêu diệt vào năm 1234. Đế quốc Mông Cổ sau đó kiểm soát được khu vực nay là Hoa Bắc, Đông Bắc Trung Quốc và một bộ phận Viễn Đông Nga.
Năm 1211, Thành Cát Tư Hãn thống lĩnh 5 vạn kỵ binh Mông Cổ xâm nhập đất Kim và lôi kéo người Khiết Đan và Tây Hạ nổi dậy. Tháng 8 năm 1211, Thành Cát Tư Hãn đóng quân ở Phủ Châu (Trương Bắc, Hà Bắc).
Trong 2 năm 1212-1213, quân Mông Cổ san bằng hơn 90 thành trì của nhà Kim. Năm 1213, Thành Cát Tư Hãn ra lệnh tập trung binh lực giao chiến quân chủ lực của nhà Kim ở Dã Hồ Lĩnh (tây bắc Trương Gia Khẩu, Hà Bắc).
Trận Dã Hồ Lĩnh (野狐嶺戰役) là một trận quyết chiến giữa quân Mông Cổ và triều đình nhà Kim. Đây là một trận chiến có quy mô lớn nhất từ trước đến nay đối với quân Mông cổ. Thành Cát Tư Hãn đã tiếp nhận kiến nghị của Mộc Hoa Lê, trước tiên dùng đội quân cảm tử để thọc sâu vào Trung quân của Kim, rồi sau đó các cánh quân khác mới mở đường tấn công, tức tập trung 10 vạn quân để đánh thẳng vào một mục tiêu chủ yếu. Hơn nữa, chủ soái của Mông Cổ dù đứng trước mọi tình trạng nguy hiểm vẫn không hốt hoảng, vẫn bình tĩnh chỉ huy. Các tướng sĩ của Mông Cổ dám xông lên chiến đấu không sợ hiểm nguy. Do vậy, chủ lực của triều đình nhà Kim bị đánh bại. 15 vạn quân Kim tiếp ứng thì chưa đánh đã bỏ chạy trước, bỏ mặc đồng đội phải chống đỡ. Xác chết của quân Kim đã nằm rải rác trên một diện tích rộng hằng trăm dặm. Qua trận đánh này, binh lực súc tích cả 100 năm của triều đình nhà Kim đã bị đánh bại hoàn toàn, nên thế nước của họ ngày càng suy sụp. Trận đánh tại Dã Hồ Lãnh là một bước ngoặt đối với sự thất bại của triều đình nhà Kim và sự thắng lợi của quân Mông Cổ.
Năm 1214 nhà Kim chuyển kinh đô về Biện Kinh (tức Khai Phong - kinh đô cũ nhà Tống) để tránh người Mông Cổ. Tháng 6 năm 1214, quân Mông Cổ mở cuộc tấn công vào nước Kim lần thứ hai. Họ bắt đầu từ Bắc Khẩu tấn công Cảnh Châu, Kế Châu, Đàn Châu, Thuận Châu, v.v... Tháng 7, thái tử nước Kim là Hoàn Nhan Thủ Trung bỏ chạy khỏi Trung Đô. Tháng 10, Mộc Hoa Lê xua quân tấn công Liêu Đông. Tháng giêng năm 1215, Thạch Mạt Minh An, anh em Gia Luật xua quân tấn công thành trì. Quân Mông Cổ đánh chiếm được Thông Châu, áp sát Trung Đô.
Thành Cát Tư Hãn ra lệnh cho tướng Mộc Hoa Lê vây kín Yên Kinh, lại ra lệnh cho Triết Biệt đóng quân dọc đường từ Khai Phong tới Yên Kinh, chặn đánh tất cả các đoàn tiếp tế lương thảo. Về phía Kim, khi triều đình Kim rút lui, để Hoàn Nhan Thừa Huy ở lại cố thủ. Một bên quyết bao vây, một bên quyết thủ. Hết mùa đông, sang mùa xuân thành Yên Kinh vẫn đứng vững. Nhưng lương thực trong thành ngày một cạn. Quân trong thành không tướng chỉ huy. Các tướng coi binh đoàn tranh quyền, đánh lẫn nhau, không ai giữ cửa thành. Một vài toán quân bị bại, mở toang cửa thành ra hàng Mông Cổ. Mộc Hoa Lê xua một vạn rưởi kị binh, dẫn theo 30 binh đoàn thân binh tràn vào thành. Kị binh Mông Cổ xông vào tàn sát quân lính và dân chúng, đốt phá khắp nơi. Tính ra có tới 5 vạn quân Kim bị giết với khoảng 50 vạn dân chúng chết trong loạn quân. 10 vạn phụ nữ lên thành nhảy xuống tự tử vì sợ bị hãm hiếp. Trong ba tháng, thành Yên Kinh vẫn còn bốc cháy.
Nước Kim từ đó liên tục thất bại, không kháng cự nổi. Năm 1217, tướng Mộc Hoa Lê chỉ huy quân Mông Cổ tiếp tục xâm chiếm đất đai của Kim. Quân Kim phải dàn quân cả ở phía nam và bắc và bị cô lập vì không liên kết được với Nam Tống chống quân Mông Cổ.
Năm 1223, Mộc Hoa Lê đánh vào Thiểm Tây, tấn công Trường An. Tại đây lực lượng của Kim rất mạnh, đông tới 20 vạn người do tướng Hoàn Nhan Hợp đạt chỉ huy. Mộc Hoa Lê chuyển sang bao vây Phượng Tường với lực lượng 10 vạn người. Cuộc bao vây kéo dài hơn 1 tháng và quân Mông Cổ bị quấy rối bởi các lực lượng địa phương trong khi quân tiếp viện của Tây Hạ không đến. Mộc Hoa Lê sau đó chết bệnh vì uất ức và quân Mông Cổ rút lui.
Khi hai bên giao chiến ở vùng Sơn Đông, dọc đường mười nhà thì chín nhà bỏ trống, người trên đường nhao nhao chạy nạn, quân Kim tan vỡ, quân lính thua trận chạy về cướp đoạt tiền bạc, hãm hiếp phụ nữ. Đà Lôi và Mộc Hoa Lê cầm quân đánh Kim, đại chiến mấy trận ở Sơn Đông đánh quân Kim đại bại tan rã. Quân sĩ còn lại của nước Kim tập trung ở cửa Đồng Quan, đóng chặt cửa quan cố thủ, không dám ra Sơn Đông nghênh chiến. Năm 1223, cả tướng Mông Cổ Mộc Hoa Lê và vua Kim Tuyên Tông đều chết. Kim Ai Tông Hoàn Nhan Thủ Tự lên kế vị và cố gắng huy động lực lượng chống lại sức mạnh của Mông Cổ.
Năm 1231, quân Mông Cổ quay trở lại đánh Phượng Tường và chiếm được. Lực lượng quân Kim đóng ở Trường An hoảng sợ, đem toàn bộ dân chúng rút khỏi thành chạy về Hà Nam. Một tháng sau, quân Mông Cổ đã chia quân 3 mặt tây, bắc, đông tấn công vào Khai Phong. Trên đường tiến quân từ Đặng Châu đến Khai Phong, quân Mông Cổ dễ dàng chiếm hết vùng này đến vùng khác, đốt cháy các thứ cướp được để ngăn Hoàn Nhan Khờ Tả cho quân đuổi theo. Hoàn Nhan Khờ Tả buộc phải rút lui và đụng độ dữ dội với quân Mông Cổ tại núi Tam Phong thuộc Điếu Châu (Vũ Châu, Hà Nam). Khi quân Kim tiến đến núi Tam Phong, bất ngờ có trận bão tuyết ập đến. Thời tiết quá lạnh nên mặt ai cũng trắng như người chết và tiến quân rất chậm. Lúc này quân Mông Cổ đã tập kích, hàng ngũ quân Kim tan rã nhanh chóng. Quân Mông Cổ tàn sát không thương tiếc quân Kim, Hoàn Nhan Khờ Tả và nhiều tướng khác bị tử thương. Gần như toàn bộ quân chủ lực của Kim ở Thiểm Tây và Hà Nam hầu như bị tiêu diệt trong trận này.
Tháng 4 năm 1233 thành Khai Phong thất thủ, Kim Ai Tông Hoàn Nhan Thủ Tự chạy đến Quy Đức, sau lại đến Thái Châu (Nhữ Nam, Hà Nam). Quân Mông Cổ tấn công kinh đô Biện Kinh của triều Kim và quân Mông Cổ đã bị người Kim chống trả ác liệt, khiến tướng sĩ Mông Cổ chết nhiều, tướng sĩ Mông Cổ đã đề nghị Oa Khoát Đài "làm cỏ" kinh thành Khai Phong để trả thù cho quân sĩ. Oa Khoát Đài ban đầu cũng đồng tình theo ý của viên tướng Tốc Bất Hợp nhưng Da Luật Sở Tài đã dùng lý lẽ can gián liên tiếp và Oa Khoát Đài nghe ra, cuối cùng chỉ cho giết những người là tay chân của vua Kim. Sự can gián của Da Luật Sở Tài đã cứu sống hơn 147 vạn dân vô tội trong thành Khai Phong. Nửa năm sau, tháng 1 năm 1234 liên quân Mông–Tống công hãm Thái Châu, nhà Nam Tống cho tướng Mạnh Củng dẫn 2 vạn quân và 30 vạn thạch lương đến hội quân, cùng công phá Thái Châu, quân Mông Cổ từ phía tây, quân Tống đánh vào từ phía nam, vua Kim tự tử, kết thúc vương triều Kim. Diệt xong Kim, Nam Tống trở thành miếng mồi xâm lược của vua Mông Cổ.

#### Chinh phục Nam Tống
Lúc đầu, người Mông Cổ liên minh với Nam Tống vì cả hai đều có một kẻ thù chung là nước Kim. Tuy nhiên, liên minh này đã tan vỡ vào năm 1234. Khi quân Tống hội quân với Mông Cổ để đánh Kim đã thừa cơ chiếm lấy Trường An và Khai Phong từ tay người Mông Cổ. Sau sự việc một viên đại sứ Mông Cổ bị giết, quân Mông Cổ tuyên chiến với nhà Tống. Rất nhanh, quân đội Mông Cổ đã đẩy lùi quân Tống trở lại Dương Tử, hai bên đã chiến đấu với nhau suốt 40 năm cho đến khi Nam Tống sụp đổ vào năm 1276. Sự kháng cự quyết liệt của quân Tống khiến quân Mông Cổ phải chiến đấu một cuộc chiến khó khăn nhất trong số tất cả các cuộc chinh phạt của họ.
Sau nhiều cuộc chiến kéo dài, Mông Kha chết trong một cuộc tấn công của quân Mông Cổ vào pháo đài Điếu Ngư. Hốt Tất Liệt, người kế vị Mông Kha, mở một chiến dịch đánh chiếm thành Tương Dương. Quân Mông Cổ coi một chiến thắng tại Tương Dương là chìa khóa để mở ra thắng lợi chung cuộc trước Nam Tống. Một khi quân Mông chiếm được Tương Dương, họ có thể di chuyển bằng thuyền xuôi dòng Hán Thủy để tiến vào Trường Giang. Năm 1267, Hốt Tất Liệt ra lệnh cho A Truật (Aju) và hàng tướng nhà Tống là Lưu Chỉnh đem quân tấn công Tương Dương và Phàn Thành.
A Truật và Lưu Chỉnh đến nơi vào năm 1268 và phong tỏa thành với một vòng các công sự. Để gia cố thêm tường thành, quân Tống đã làm những chiếc lưới nhằm dùng để che chắn cho các bức tường trước các máy bắn đá. Kết quả là, các máy bắn đá của người Mông rất khó khăn trong việc bắn trúng thành, một số ít các quả đạn thành công khi đập vào tường song vô hại.
Việc phòng thủ Tương Dương đến hồi kết vào năm 1273, với sự xuất hiện của máy bắn đá trọng lực, tức Tây Vực pháo (Còn gọi là Hồi tân pháo). Do tướng người Hán là Quách Khản đã từng chiến đấu cùng với quân Mông Cổ dưới quyền Húc Liệt Ngột ở vùng Trung Đông, nên Hốt Tất Liệt đã nghe nói về các vũ khí bao vây khủng khiếp. A Bất Ca hãn (Abaqa Khan) của Y Nhi hãn quốc đã gửi các chuyên gia Ba Tư Ismail và Al al-Din đến Trung Hoa theo chiếu chỉ của Đại hãn Hốt Tất Liệt vào năm 1272. Họ đã dựng các Tây Vực pháo dưới sự chỉ huy của tướng người Duy Ngô Nhĩ là A Lý Hải Nha vào tháng 3 năm 1273. Những chiếc Tây Vực pháo này có tầm bắn lên tới 500 m, và có thể phóng các quả đạn nặng tới 300 kg. Thêm vào đó, những chiếc máy bắn đá mới này còn chính xác hơn nhiều so với các máy bắn đá kiểu cũ, và chúng là loại pháo duy nhất có đủ sức mạnh để công phá các bức tường thành kiên cố của Tương Dương. Quân Mông làm khoảng 20 chiếc, và dùng chúng để hỗ trợ cuộc bao vây Tương Dương.
Quân Nguyên bắt đầu vây hãm Phàn Thành vào đầu năm 1273. Lính Nam Tống ở Tương Dương đã chứng kiến những tảng đá khổng lồ rơi vào những bức tường thành khổng lồ của Phàn Thành, và phá hủy những căn nhà trong thành. Những bức tường thành, cùng với lưới, đã bị phá hủy thành từng mảnh. Ngay khi thành sụp đổ, kỵ binh Mông Cổ tràn vào pháo đài. Phàn Thành đã nhanh chóng thất thủ chỉ trong vòng vài ngày sau khi chống giữ trong nhiều năm liền. Tướng giữ Phàn Thành là Phạm Thiên Thuận tử tiết theo thành
Quân Nguyên sau đó chuyển hướng sang Tương Dương. Tuy nhiên, Lã Văn Hoán chưa đầu hàng, vì ông biết rằng Tương Dương không được phép thất thủ. Ông gửi một người đưa tin tới chỗ Hoàng đế Tống Độ Tông, yêu cầu cứu viện ngay lập tức. Người đưa tin đã vượt qua được phòng tuyến của quân Nguyên và đến được chỗ Hoàng đế. Nhưng khi nghe về sức mạnh của những chiếc máy bắn đá mới đó, Hoàng đế cho rằng Tương Dương đã mất và đã không gửi quân cứu viện tới.
Vài ngày sau đó, lính Nam Tống nhìn về phía nam mong chờ quân cứu viện, nhưng tất cả những gì họ nhìn thấy chỉ là những chiếc Tây Vực pháo của người Nguyên và quân Nguyên đang chờ đợi để kết liễu họ. A Truật đã tàn sát thường dân ở Phàn Thành để khủng bố tinh thần Tương Dương sau khi ông ta chọc thủng những bức tường của thành này bằng máy bắn đá. Người Nguyên nói với Lã Văn Hoán rằng, nếu quân Nam Tống không đầu hàng thì mọi người trong thành, kể cả thường dân, sẽ bị tàn sát. Lã Văn Hoán thấy không còn cơ hội nào để thủ thành, và không thấy dấu hiệu có quân tiếp viện tới, vì thế đã đầu hàng, kết thúc sáu năm dài bị bao vây. Thành kiên cố nhất của Nam Tống là Tương Dương đã thất thủ trước quân Nguyên. Từ đó, quân Nguyên thoải mái chinh phục những vùng còn lại của Nam Tống. Ở bất kỳ nơi nào quân Nguyên tới, các thành của Nam Tống đều sụp đổ giống như những pháo đài cát trước các máy bắn đá trọng lực và sau này là súng thần công.
Triều đình nhà Tống đầu hàng quân Mông Cổ vào năm 1276. Giờ đây, toàn bộ Trung Quốc đã bị người Mông Cổ chinh phục. Hốt Tất Liệt lên ngôi Hoàng đế, lập ra triều đại nhà Nguyên. Chiến thắng trong cuộc xâm lược Nam Tống đánh dấu thành tựu quân sự lớn cuối cùng và cũng là vĩ đại nhất trong lịch sử của Đế quốc Mông Cổ.

### Mông Cổ xâm lược Nhật Bản

#### Cuộc xâm lược đầu tiên (1274)
Quân Mông Cổ tiến hành chiến dịch xâm lược Nhật Bản với một đội quân gồm 15.000 binh sĩ người Mông Cổ, khoảng 1.500 đến 8.000 binh sĩ người Cao Ly và một hạm đội gồm khoảng 300 con tàu cỡ lớn cùng 400-500 con tàu cỡ nhỏ. Quân Mông Cổ đổ bộ xuống bãi biển Komodahama, đảo Tsushima vào ngày 5 tháng 10 năm 1274. Sō Sukekuni, thống đốc Tsushima, đã lãnh đạo một đơn vị kỵ binh nhỏ để bảo vệ hòn đảo, nhưng ông và toàn bộ binh lính của ông đã bị giết trong trận chiến. Người Mông Cổ và Triều Tiên sau đó đã đánh chiếm Iki. Tairano Takakage, Thống đốc Iki, đã chiến đấu với quân xâm lược cùng với khoảng 100 kỵ binh của ông, nhưng cuối cùng ông đã phải tự sát khi bị đánh bại.
Vào ngày 19 tháng 11, quân Mông Cổ đổ bộ tại Vịnh Hakata, cách Dazaifu, thủ đô hành chính cổ của Kyūshū một khoảng cách ngắn. Ngày hôm sau đã diễn ra Trận chiến Bun'ei (Mitch 永), còn được gọi là "Trận chiến Vịnh Hakata lần thứ nhất".
Người Nhật thiếu kinh nghiệm trong việc quản lý một lực lượng lớn như vậy (tất cả vùng Bắc Kyūshū đã được huy động), và người Mông Cổ đã đạt được tiến bộ ban đầu đáng kể. Đã gần 50 năm kể từ sự kiện chiến đấu lớn cuối cùng ở Nhật Bản, và không một vị tướng Nhật Bản nào có kinh nghiệm đầy đủ trong việc thống lĩnh một đội quân lớn. Ngoài ra, phong cách chiến tranh vốn là thông lệ trong thời phong kiến Nhật Bản đó là một-chọi-một (quy tắc võ sĩ đạo), ngay cả trong các trận đánh lớn. Thật không may cho người Nhật, người Mông Cổ không quen thuộc với phong cách chiến đấu như vậy. Khi một samurai đơn độc bước tới để thách thức, lính Mông Cổ sẽ chỉ đơn giản là đồng loạt tấn công anh ta, giống như một đàn kiến đang tấn công một con bọ cánh cứng.
Người Mông Cổ sở hữu các loại vũ khí tầm xa vượt trội (loại cung tên ngắn trứ danh của người Mông Cổ, với các mũi tên tẩm độc, mũi tên lửa, mũi tên thuốc nổ), và dễ dàng chiếm thế thượng phong trong trận chiến trên bộ. Tuy vậy, vào đêm hôm đó, người Mông Cổ lại quyết định lên tàu và tạm thời rút lui ra biển, do lo sợ thời tiết gió mạnh và sóng lớn sẽ khiến cho hạm đội của họ bị mắc cạn. Khi rút lui ra biển, hạm đội của người Mông Cổ đã gặp phải một cơn bão lớn. Hai ngày sau, một phần ba số tàu của quân Mông Cổ đã bị đánh đắm, và khoảng 13.000 binh sĩ và thủy thủ của họ đã bị chết đuối. Tổn thất quá lớn khiến người Mông Cổ từ bỏ ý định xâm lược Nhật Bản.

#### Cuộc xâm lược lần hai (1281)
Ngay từ năm 1274, Mạc phủ đã phải tăng cường các nỗ lực để bảo vệ Nhật Bản chống lại cuộc xâm lược thứ hai của người Mông Cổ, điều mà họ nghĩ là sớm muộn gì cũng sẽ xảy ra. Người Nhật đã cho xây dựng nhiều cấu trúc phòng thủ khác tại các điểm đổ bộ tiềm năng. Ở vịnh Hakata, một bức tường phòng thủ cao hai mét đã được xây dựng vào năm 1276.
Đội quân của người Mông Cổ tiến hành chiến dịch xâm lược Nhật Bản lần này được chia làm hai: Một lực lượng gồm 900 tàu chở 17.000 thủy thủ, 10.000 lính Triều Tiên, 15.000 lính Mông Cổ và 15.000 lính Trung Quốc đã khởi hành từ Masan, Triều Tiên hướng tới Nhật Bản. Một lực lượng nữa còn đông đảo hơn gồm 3.500 tàu chở tới 142.000 binh sĩ và thủy thủ xuất phát từ phía nam Trung Quốc.
Hạm đội thứ nhất đã đến Vịnh Hakata vào ngày 23 tháng 6 năm 1281 và bắt đầu mở những cuộc tấn công dữ dội, nhưng không thể xuyên thủng bức tường phòng thủ của người Nhật Bản, thế trận diễn ra giằng co quyết liệt. Khi màn đêm buông xuống, các samurai Nhật Bản sử dụng những chiếc thuyền nhỏ bất thình lình đột kích hạm đội Mông Cổ trong bóng tối, đốt cháy nhiều con tàu và giết hại nhiều binh lính Mông Cổ, sau đó họ lại chèo thuyền quay trở lại đất liền. Những cuộc đột kích vào ban đêm của người Nhật đã gây tổn thất không hề nhỏ cho quân Mông Cổ.
Cuộc chiến lâm vào thế bế tắc trong suốt 50 ngày liên tục, cho đến ngày 12 tháng 8, khi hạm đội chính của Mông Cổ đã đổ bộ xuống phía tây vịnh Hakata. Phải đối mặt với một lực lượng đông hơn gấp ba lần, thế nhưng các samurai vẫn chiến đấu rất dũng cảm dù tình thế đã dần trở nên tuyệt vọng. Tưởng như quân Nhật sẽ phải chịu thất bại, thì phép màu đã đến với họ: vào ngày 15 tháng 8 năm 1281, một cơn bão rất lớn đã đổ bộ vào bờ biển Kyūshū và phá hủy gần như toàn bộ hạm đội của người Mông Cổ. Rất nhiều binh lính Mông Cổ đã chết đuối, số còn lại chạy kịp lên bờ thì cũng bị các samurai tàn sát.
Người Nhật tin rằng các vị thần của họ đã gửi những cơn bão để bảo vệ Nhật Bản khỏi quân Mông Cổ. Họ gọi cơn bão là kamikaze, hay "cơn gió thần". Hốt Tất Liệt dường như đã tin rằng Nhật Bản được bảo vệ bởi các lực lượng siêu nhiên, do đó ông quyết định từ bỏ tham vọng chinh phục đảo quốc này.

### Mông Cổ xâm lược Java
Cuộc xâm lăng của Mông Cổ ở Java là một nỗ lực quân sự của Hốt Tất Liệt, người sáng lập nhà Nguyên (một phần của Đế quốc Mông Cổ), xâm chiếm Java, một hòn đảo ở Indonesia hiện đại. Năm 1293, ông đã gửi một hạm đội xâm lược lớn đến Java với 20.000 đến 30.000 binh lính. Đây là một cuộc viễn chinh trừng phạt vua Kertanegara của Singhasari, người đã từ chối không tỏ lòng tôn kính nhà Nguyên và làm hại một trong những sứ giả của mình. Tuy nhiên, nó đã kết thúc với sự thất bại của người Mông Cổ.

## Châu Âu
Người Mông Cổ đã xâm chiếm và hủy diệt Volga Bulgaria và Kievan Rus ', trước khi xâm chiếm Ba Lan, Hungary và Bulgaria, cùng nhiều khu vực khác. Trong vòng ba năm (1237-1240), quân Mông Cổ đã tàn phá và hủy diệt tất cả các thành phố lớn của Nga, ngoại trừ Novgorod và Pskov.
Cuộc xâm lược của người Mông Cổ gây ra sự dịch chuyển dân số trên một quy mô chưa từng thấy trước đây ở Trung Á cũng như Đông Âu, gieo rắc nỗi kinh hoàng và hoảng loạn chưa từng thấy cho dân chúng nơi đây.

### Mông Cổ xâm lược Rus
Một đội quân Mông Cổ với khoảng 25.000 cung thủ, được chỉ huy bởi Tốc Bất Đài và Bạt Đô, đã vượt qua sông Volga và xâm chiếm Volga Bulgaria vào cuối năm 1236. Họ chỉ mất một tháng để dập tắt sự kháng cự yếu ớt của những người Volga Bulgari, Cumans-Kipchaks và Alani.
Vào tháng 11 năm 1237, Bạt Đô đã gửi sứ giả của mình tới gặp hoàng tử Yuri II của Công quốc Vladimir nhằm kêu gọi Yuri II đầu hàng, tránh đổ máu vô ích. Một tháng sau, quân Mông Cổ bao vây Ryazan. Sau sáu ngày chiến đấu đẫm máu, thành phố Ryazan bị hủy diệt hoàn toàn và người dân trong thành bị tàn sát không thương tiếc. Khi tiến vào Kolomna và Moskva, quân Mông Cổ đã thiêu rụi cả hai thành phố này. Quân Mông Cổ tiến đến Vladimir và bao vây thành phố này vào ngày 4 tháng 2 năm 1238. Ba ngày sau, thủ đô của Vladimir-Suzdal đã bị quân Mông Cổ chiếm đóng và thiêu rụi hoàn toàn. Gia đình hoàng gia bị chết cháy trong đống lửa, còn hoàng tử Yuri II chạy trốn về phía bắc. Khi băng qua sông Volga, Yuri II đã tập hợp được một đội quân mới, đội quân này bị bao vây và tiêu diệt hoàn toàn bởi quân Mông Cổ trong Trận chiến sông Sit vào ngày 4 tháng 3.
Ngay sau đó Bạt Đô chia đội quân của mình thành nhiều đơn vị nhỏ và tiến vào cướp phá một loạt các thành phố bao gồm Rostov, Uglich, Yaroslavl, Kostroma, Kashin, Ksnyatin, Gorodets, Galich, Pereslavl-Zalessky, Yuriev-Polsky, Dmitrov, Volokolamsk, Tver và Torzhok (14 thành phố này ngày nay đều thuộc Liên Bang Nga). Các thành phố lớn duy nhất thoát khỏi sự hủy diệt của quân Mông Cổ là Novgorod và Pskov. Người Mông Cổ đã lên kế hoạch đánh chiếm Novgorod, nhưng công quốc này đã tránh được số phận thảm khốc bởi quyết định khôn ngoan là đầu hàng trước.
Đến giữa năm 1238, quân Mông Cổ tàn phá Crimea và san bằng Mordovia. Vào mùa đông năm 1239, quân Mông Cổ tràn vào cướp bóc hai thành Chernihiv và Pereyaslav. Sau nhiều ngày bao vây, quân Mông Cổ đã chiếm được Kiev vào tháng 12 năm 1240. Bất chấp sự kháng cự của Danylo xứ Halych, Bạt Đô đã chiếm được hai thành phố chính của ông ta là Halych và Volodymyr.
Cuộc xâm chiếm đã tạo điều kiện cho cuộc khởi đầu của sự tan rã của Rus Kiev vào thế kỷ XIII, làm gây ra những hậu quả không thể đếm được cho lịch sử Đông Âu, bao gồm sự phân chia dân tộc Đông Slave thành ba quốc gia riêng biệt ngày nay: Nga, Ukraina và Belarus, và sự nổi lên của Đại công quốc Moskva.

### Mông Cổ xâm lược Ba Lan
Quân Mông Cổ di chuyển từ Volodymyr-Volynskyi (vùng đất thuộc Kievan Rus mà họ vừa chinh phục được) và tiến vào Ba Lan, chiếm thành Lublin, sau đó bao vây, chiếm và đốt cháy thành Sandomierz vào ngày 13 tháng 2 năm 1240. Trong khoảng thời gian này, lực lượng của họ đã tách ra làm đôi. Lực lượng của Orda tàn phá miền trung Ba Lan, di chuyển đến Wolbórz và tiến xa đến tận các thành trì phía bắc Ba Lan như Łęczyca, trước khi quay về phía nam và đi qua Sieradz về phía Wrocław. Trong khi đó lực lượng của Baidar và Kadan tàn phá vùng phía nam của Ba Lan.
Vào ngày 13 tháng 2, Baidar và Kadan đã đánh bại một đội quân Ba Lan dưới sự chỉ huy của Włodzimierz trong trận chiến Tursko. Vào ngày 18 tháng 3, họ đã đánh bại một đội quân Ba Lan khác gồm những binh lính đến từ Kraków và Sandomierz trong trận chiến Chmielnik. Sự hoảng loạn lan rộng khắp vùng đất Ba Lan và người dân đã cùng nhau rời bỏ thành Kraków, thành này bị quân Mông Cổ chiếm giữ và đốt cháy vào ngày 24 tháng 3. Trong khi đó, một trong những Công tước có thế lực nhất của Ba Lan và xứ Silesia là Henry II the Pious đã tập hợp đội quân của ông cùng với các đồng minh xung quanh khu vực Legnica nhằm tiến hành cuộc chiến chống lại quân Mông Cổ. Henry cũng đang chờ anh rể của ông là Wenceslaus I xứ Bohemia đem một đội quân lớn đến tiếp viện cho ông.
Nhận được tin Wenceslaus I đem quân tới, quân Mông Cổ đã quyết định từ bỏ việc vây hãm thành Wroclaw và chuyển mục tiêu sang đánh chặn quân Bohemia nhằm không cho đội quân này tới tiếp viện cho Henry. Quân Mông Cổ và Henry sau đó đã chạm trán nhau tại một cánh đồng gần Legnica. Henry, ngoài lực lượng của riêng mình, cũng được hỗ trợ bởi Mieszko II the Fat (Mieszko II Otyły), cùng với tàn quân Ba Lan bị đánh bại tại Tursk và Chmielnik, một số hiệp sĩ và dòng tu quân sự do Giáo hoàng phái tới và một số ít lính đánh thuê từ nước ngoài. Trận Legnica diễn ra với thảm bại dành cho liên quân kháng chiến Ba Lan-Đức-Séc. Henry bị lính Mông Cổ đánh gục và chặt đầu trong khi cố gắng chạy trốn khỏi chiến trường. Sau thắng lợi tại Legnica, quân Mông Cổ thỏa sức cướp phá vùng Silesia trù phú, trước khi rút khỏi khu vực này để nhập vào lực lượng chính của họ ở Hungary.

### Mông Cổ xâm lược Czech
Sau thất bại của liên quân kháng chiến châu Âu tại Legnica, người Mông Cổ tiếp tục tiến vào cướp bóc một loạt các vương quốc láng giềng của Ba Lan, đặc biệt là Silesia và Moravia. Vua Wenceslaus I của Bohemia đã rút quân về để bảo vệ vương quốc của mình sau khi không thể đến kịp thời để tiếp viện cho quân Ba Lan của Henry II the Pious. Ông đem quân của mình đóng tại các vùng núi ở Bohemia, nơi người Mông Cổ không thể sử dụng kỵ binh của họ một cách hiệu quả.
Đến đây, quân Mông Cổ lại được chia làm 2. Một đội quân đặt dưới sự chỉ huy của Bạt Đô và Tốc Bất Đài đang chuẩn bị xâm chiếm Hungary và một đội quân do Baidar và Kadan chỉ huy tiến qua Silesia và Morovia, uy hiếp Bohemia. Người Bohemia đã kiên cường chống trả đợt tấn công của quân Mông Cổ, buộc Baidar và Kadan phải lui về thị trấn Othmachau. Một lực lượng nhỏ của người Mông Cổ đã tấn công Kłodzko nhưng đội kỵ binh của người Bohemia dưới sự chỉ huy của Wenceslaus đã xoay xở để chống đỡ họ thành công. Người Mông Cổ sau đó đã cố gắng chiếm thị trấn Olomouc, nhưng Wenceslaus đã có được sự trợ giúp của người Áo Babenberg và họ đã đẩy lùi cuộc đột kích. Dưới sự lãnh đạo của Wenceslaus, Bohemia trở thành một trong số ít các vương quốc châu Âu không bị người Mông Cổ chinh phục, mặc dù hầu hết các vương quốc khác xung quanh họ như Ba Lan và Moravia đều bị tàn phá. Sau những nỗ lực thất bại trong việc đánh chiếm Bohemia, Baidar và Kadan tiếp tục đánh phá Moravia trước khi tiến về phía nam để hội quân với Bạt Đô và Tốc Bất Đài ở Hungary.

### Mông Cổ xâm lược Hungary
Quân đội Hungary đã đến đóng quân tại sông Sajó vào ngày 10 tháng 4 năm 1241. Quân Mông Cổ, dưới sự chỉ huy của Bạt Đô và Tốc Bất Đài đã đè bẹp quân Hungary trong trận Mohi. Sau chiến thắng quyết định này, người Mông Cổ hiện đã chiếm giữ được vùng Đại Đồng bằng Hungary, sườn dốc của dãy núi Carpathian phía bắc cùng với vùng đất Transylvania. Tuy nhiên, hàng chục ngàn người Hungary đã chạy trốn khỏi sự tàn sát của người Mông Cổ bằng cách ẩn náu đằng sau bức tường của các pháo đài kiên cố hoặc bằng cách trốn trong rừng hoặc đầm lầy lớn dọc theo các con sông. Người Mông Cổ, thay vì tiếp tục tiến quân sang Tây Âu, đã dành toàn bộ mùa hè và mùa thu để bảo vệ và bình định các vùng lãnh thổ mà họ chiếm đóng được. Vào ngày Giáng sinh năm 1241, quân Mông Cổ tiến hành bao vây thủ đô của Vương quốc Hungary là Esztergom và mặc dù đã gần như phá hủy toàn bộ thành này, quân Mông Cổ vẫn không thể chiếm được thành.
Vào mùa đông năm đó, quân Mông Cổ đã vượt sông Danube và chiếm được vùng Pannonia. Cuối cùng họ đã tiến đến sát biên giới với Áo và vùng Dalmatia nằm giáp biển Adriatic. Mặc dù người Mông Cổ đã kiểm soát được toàn bộ Hungary, nhưng họ lại không thể chiếm nổi các thành phố kiên cố như Fehérvár, Veszprém, Tihany, Győr, Pannonhalma, Moson, Sopron, Vasvár, Újhely, Zala, Léka, Pozsony, Nyitra, Komárom, Fülek và Abaújvár của người Hung.

### Mông Cổ xâm lược Croatia
Vào thời Trung cổ, Vương quốc Croatia và Vương quốc Hungary cùng được cai trị bởi một vị vua duy nhất, Béla IV. Khi quân Mông Cổ tiến đến bờ sông Sajó vào năm 1241, Béla IV đã chạy trốn sang Zagreb (ngày nay là thủ đô Croatia). Bat Đô đã gửi một đội quân khoảng 20.000 người đặt dưới sự chỉ huy của Khadan để truy đuôi vua Bela. Zagreb được củng cố kém nên không thể chống lại nổi cuộc xâm lược và thành phố này đã nhanh chóng bị phá hủy, nhà thờ của nó bị quân Mông Cổ đốt cháy.
Cuộc truy đuổi Béla IV của người Mông Cổ tiếp tục từ Zagreb qua Pannonia đến tận Dalmatia. Trong quá trình truy đuổi, quân Mông Cổ dưới sự chỉ huy của Kadan (Qadan) đã tấn công Pháo đài Klis ở Croatia vào tháng 3 năm 1242. Do các công sự kiên cố của Klis, quân Mông Cổ đã gặp rất nhiều khó khăn khi công phá pháo đài này. Những người bảo vệ Klis đã có thể gây ra một số thương vong lớn cho người Mông Cổ. Ngay khi biết rằng Vua Bela đã trốn đi nơi khác, quân Mông Cổ đã từ bỏ cuộc tấn công và tách ra để tấn công các thành Split và Trogir. Người Mông Cổ truy đuổi Béla IV từ thị trấn này sang thị trấn khác ở Dalmatia, trong khi giới quý tộc Croatia và các thị trấn ở Dalmatia như Trogir và Rab đã giúp Béla IV trốn thoát. Sau thất bại trước những người lính Croatia, quân Mông Cổ đã rút lui và Béla IV an toàn. Chỉ có thành phố Split không hỗ trợ Béla IV trốn thoát khỏi quân Mông Cổ. Một số nhà sử học cho rằng địa hình đồi núi của Dalmatia đã gây thiệt hại nặng nề cho người Mông Cổ vì những tổn thất to lớn về nhân mạng mà họ phải chịu từ những cuộc phục kích của người Croatia trong những chuyến hành quân qua núi. Cuối cùng, mặc dù phần lớn Croatia đã bị cướp bóc và phá hủy, sự chiếm đóng lâu dài của người Mông Cổ đã không thành công.

### Mông Cổ xâm lược Áo
Sau khi khuất phục Hungary, quân Mông Cổ đã có được bàn đạp để tiến hành xâm chiếm thành Vienna (là thủ đô nước Áo ngày nay). Sử dụng chiến thuật tương tự trong các chiến dịch của họ ở các quốc gia Đông và Trung Âu trước đó, trước tiên người Mông Cổ tung ra các đội quân nhỏ lẻ để tấn công các khu định cư bị cô lập ở ngoại ô Vienna nhằm cố gắng gieo rắc nỗi sợ hãi và hoảng loạn trong dân chúng. Năm 1241, quân Mông Cổ đột kích Wiener Neustadt và các quận lân cận, nằm ở phía nam thành Vienna. Wiener Neustadt đã gánh chịu hậu quả của cuộc tấn công và giống như các cuộc xâm lược trước đây, người Mông Cổ đã gây ra sự tàn bạo khủng khiếp đối với quần chúng không vũ trang. Công tước Áo là Frederick II, trước đây đã giao chiến với người Mông Cổ ở Olomouc và giai đoạn đầu của Trận Mohi ở Hungary. Tuy nhiên, không giống như ở Hungary, Vienna dưới sự lãnh đạo của Công tước Frederick và các hiệp sĩ của ông, cùng với các đồng minh nước ngoài, đã tìm cách tập hợp nhanh hơn và tiêu diệt đội quân nhỏ của người Mông Cổ. Sau trận chiến, Công tước ước tính rằng người Mông Cổ đã mất hơn 300 đến 700 quân trong khi liên quân châu Âu chỉ mất 100. Các hiệp sĩ Áo sau đó cũng đánh bại quân Mông Cổ tại biên giới sông March thuộc quận Theben. Sau các cuộc tấn công ban đầu thất bại, đội quân còn lại của người Mông Cổ đã rút lui về Nga sau khi biết về cái chết của Đại Hãn Oa Khoát Đài.

### Mông Cổ xâm lược Bulgaria
Trong thời gian ông rút từ Hungary trở lại Ruthenia, một phần của quân đội của Bạt Đô đã xâm chiếm Bulgaria. Đội quân này đã bị người Bulgaria dưới sự chỉ huy của Sa hoàng Ivan Asen II đánh bại. Một lực lượng lớn hơn quay trở lại đột kích Bulgaria một lần nữa cùng năm, mặc dù ít ai biết chuyện gì đã xảy ra.

## Nam Á
Từ năm 1221 đến 1327, Đế quốc Mông Cổ đã phát động một số cuộc xâm lược vào tiểu lục địa Ấn Độ. Người Mông Cổ chiếm đóng một phần của Pakistan hiện đại và các phần khác của Punjab trong nhiều thập kỷ. Tuy nhiên, họ đã thất bại trong việc xâm lược Vương quốc Hồi giáo Delhi và bị đẩy lùi khỏi nội địa Ấn Độ. Hàng thế kỷ sau, Đế quốc Mughal, với nguồn gốc Mông Cổ từ Trung Á, đã chinh phục phần phía bắc của tiểu lục địa.

## Phân chia quyền lực

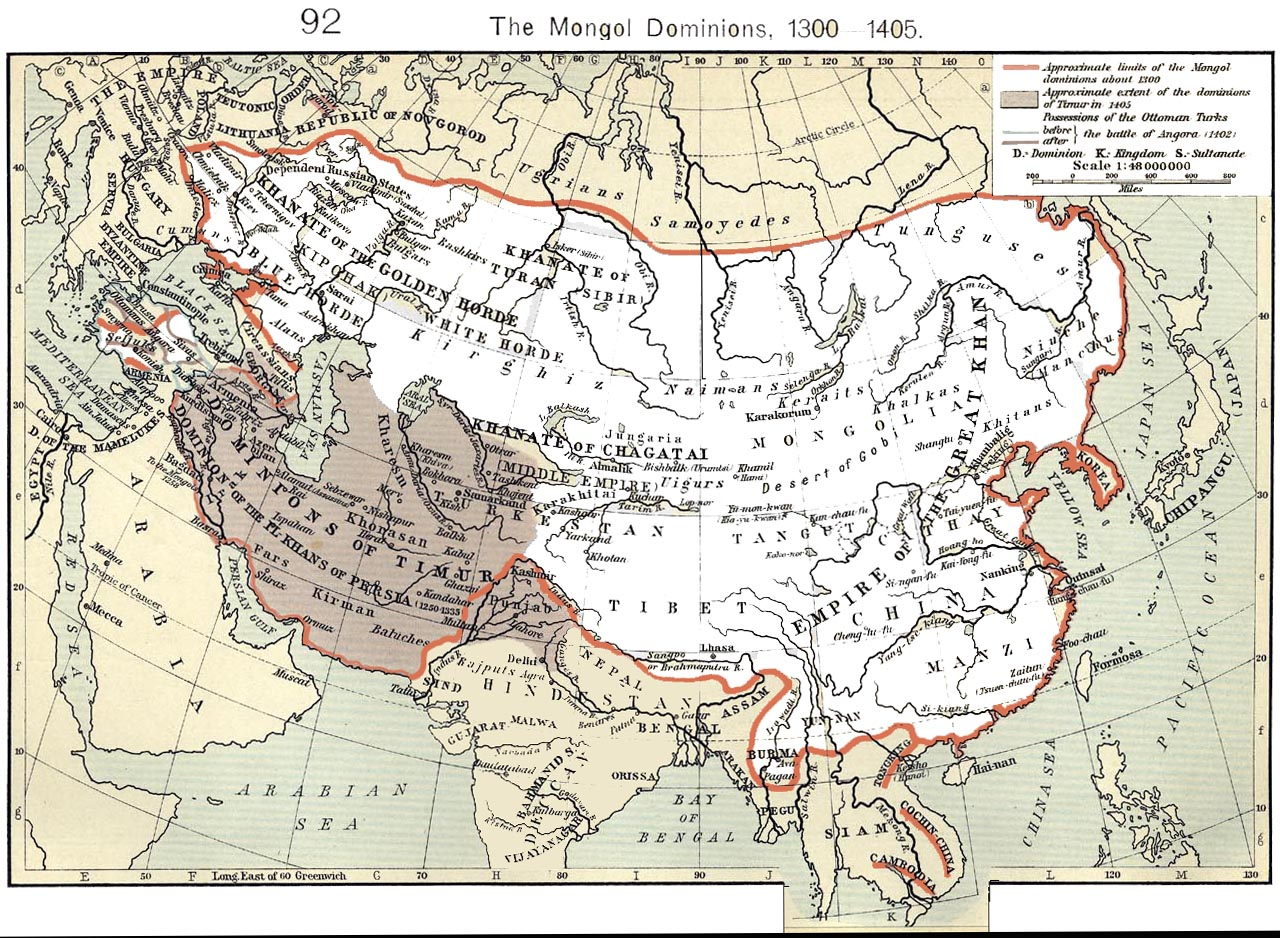
Đế chế Mông Cổ, ca. 1300. Khu vực tô màu xám là Đế quốc Timur sau này.

Đế quốc Mông Cổ hồi đầu được phân chia thành 5 phần chính và nhiều hãn quốc nhỏ. Nổi bật trong số đó là:
- Mông Cổ, Nam Siberia và Mãn Châu thuộc chính quyền Karakorum;
- Bắc Trung Quốc và Tây Tạng thuộc chính quyền Yên Kinh;
- Khorazm, Transoxiana và các ốc đảo ở Hami thuộc Beshbalik
- Ba Tư, Gruzia, Armenia, Cilicia và Thổ Nhĩ Kỳ (phần lãnh thổ thuộc Đế quốc Đại Seljuq trước đó) do nhà nước Amu Daryaquản lý
- Kim Trướng hãn quốc, về sau được phân chia thành 10 tỉnh.[19]